# Marienerscheinung

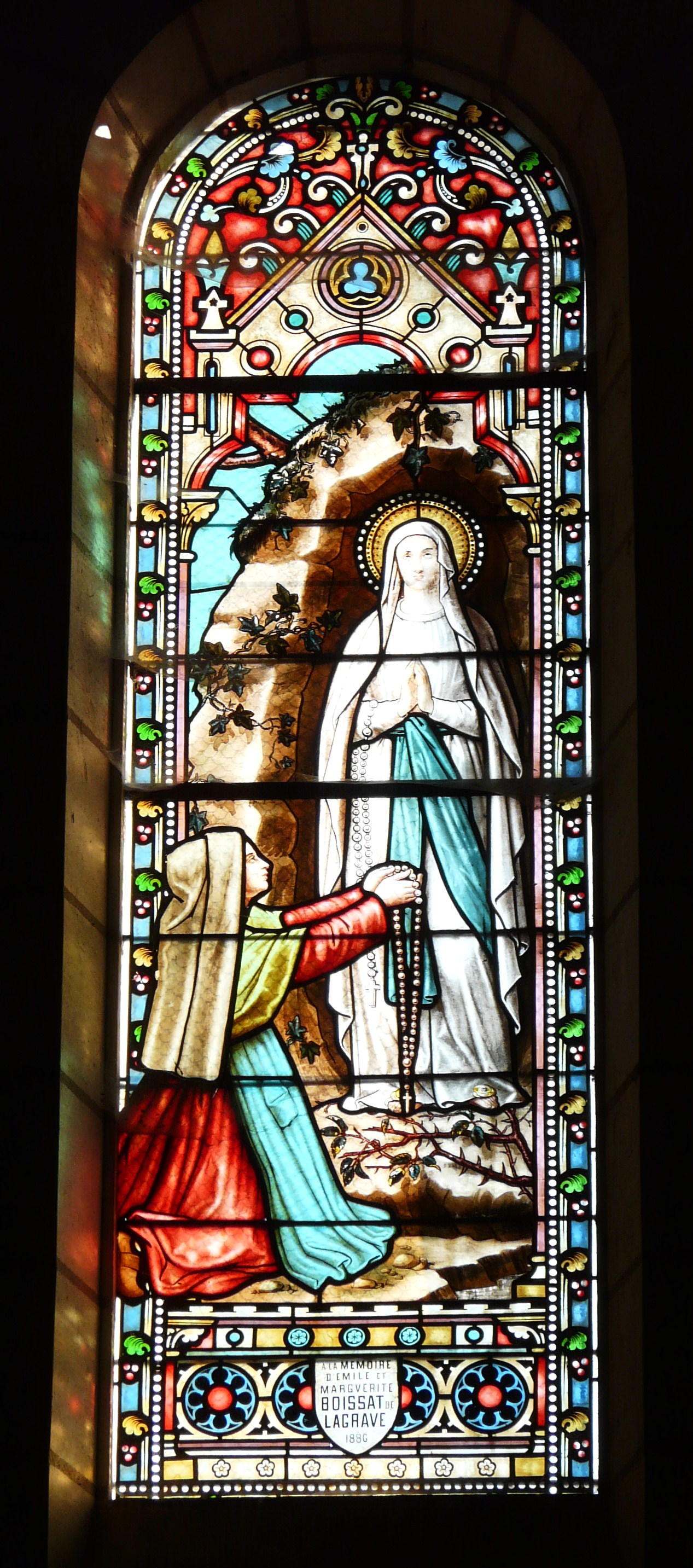
Erscheinung der Gottesmutter vor der hl. Bernadette in Lourdes, Kirchenfenster in Bourdeilles (Frankreich)

Bei Marienerscheinungen handelt es sich um Visionen, bei denen sich Maria, die Mutter Jesu, nach den Berichten der Augenzeugen diesen gezeigt habe. Berichte von Marienerscheinungen sind für die gesamte christliche Ära bezeugt. Bereits Jakobus dem Älteren, einem der Jünger Jesu von Nazareth, soll am 2. Januar des Jahres 40 nach Christus im spanischen Saragossa die Gottesmutter erschienen sein. Von hunderten weiteren Erscheinungen wird berichtet, von denen einige kirchlich anerkannt wurden, andere verworfen. An Orten mit Marienerscheinungen haben sich oft Kirchen, Klöster und Wallfahrtsorte entwickelt.

## Phänomen
Bei Marienerscheinungen handelt es sich häufig um Visionen der Gottesmutter, die von Botschaften begleitet werden. Im Rahmen der katholischen Theologie handelt es sich um Privatoffenbarungen Gottes durch Maria. Diese können einem kirchlichen Anerkennungsprozess unterzogen werden. Bekannte Beispiele anerkannter Marienerscheinungen sind die von Lourdes und Fátima.
Die sinnliche Wahrnehmung einzelner Erscheinungen ist unterschiedlich. In einigen Fällen wird die Gottesmutter sowohl gesehen als auch gehört, manchmal auch berührt, wie im Fall Catherine Labourés in der Rue du Bac. Die Erscheinungen sind körperlich oder finden im Traum statt. Auch andere Sinneswahrnehmungen, etwa ein häufiger Rosengeruch, sind bekannt. In manchen Fällen ist ausschließlich eine Stimme zu hören (Audition), ohne eigentliche Vision, wie in Neviges oder Kevelaer. Die Botschaften der Erscheinungen sind unterschiedlichster Art. Sie beinhalten sowohl Prophezeiungen als auch Zuspruch in individuellen Lebenskrisen.

Teils wird von einzelnen Erscheinungen berichtet. Andere Marienerscheinungen wiederholen sich, auch mit Ankündigung, so Fátima und Međugorje. Das Ausbleiben wiederholter Erscheinungen wird bisweilen durch Zweifeln der Seher oder durch Zweifel oder Verbote von kirchlichen Stellen erklärt.

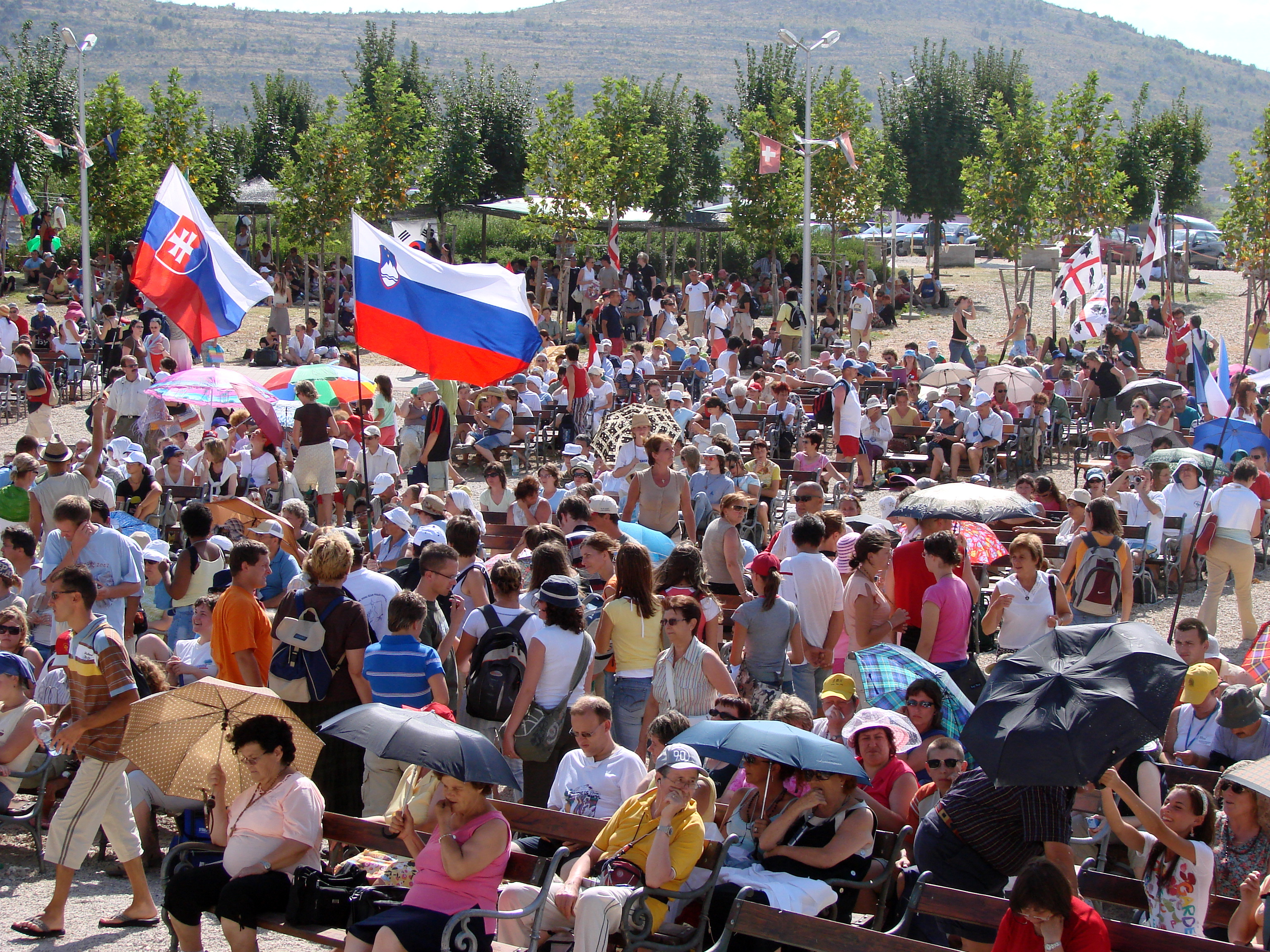
Pilger in Međugorje (2006)

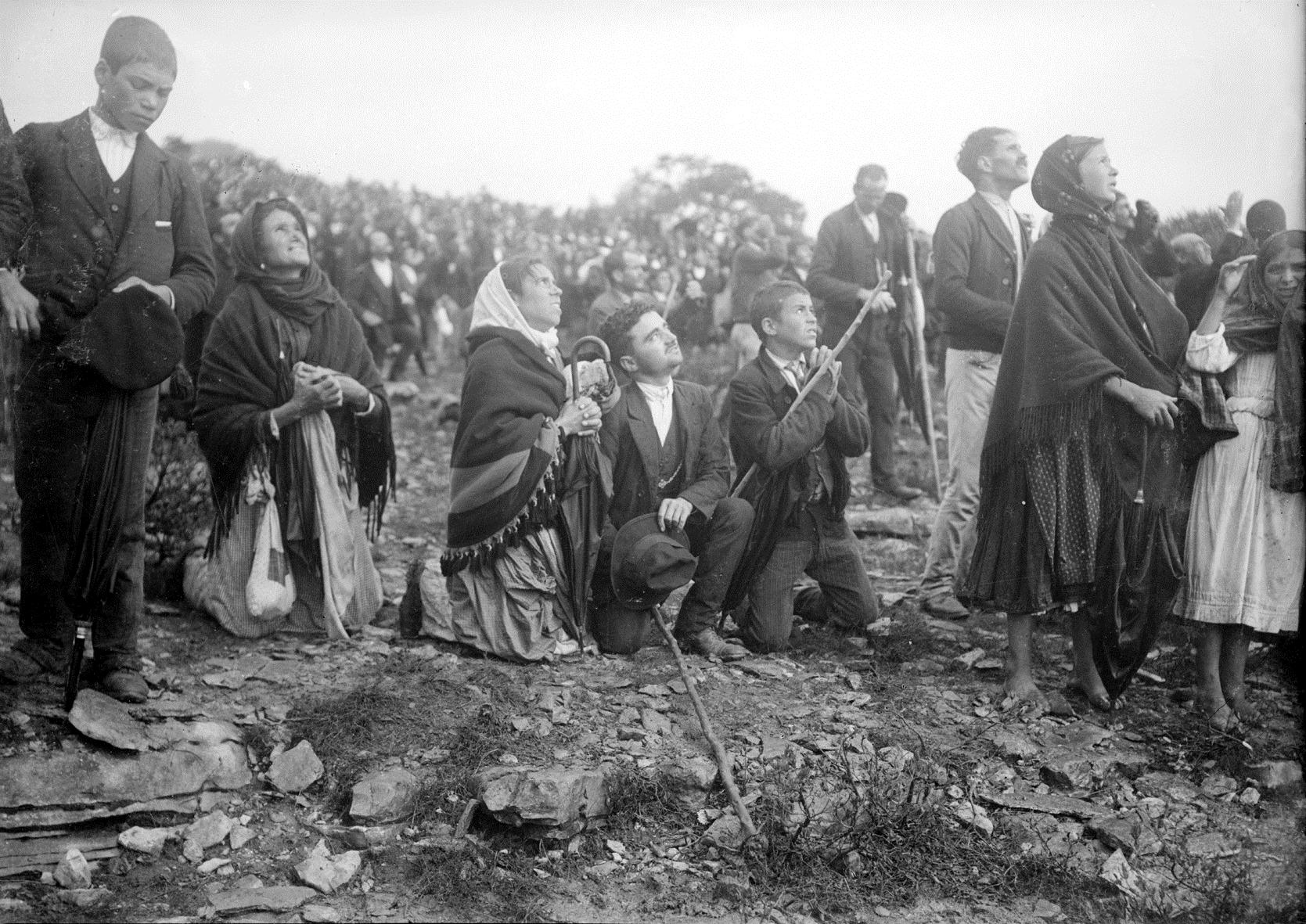
Beobachter des Sonnenwunders im Rahmen der Marienerscheinungen von Fatima, 1917

Bereits im Mittelalter gab es das Motiv der einfachen Frau, der ein besonderes Erlebnis in Form einer Vision zuteilwird. Hingegen ist das von der Aufklärung geprägte 18. Jahrhundert an Berichten über Marienerscheinungen arm. Im 19. Jahrhundert nahm die Anzahl vor dem Hintergrund einer katholischen Erneuerung und einer gefühlsintensiveren Frömmigkeit wieder zu. In deren Zentrum stand Maria.
Den Seherinnen und Sehern des 19. Jahrhunderts sind verschiedene Merkmale gemeinsam: Leben in Abhängigkeit, rohe Behandlung, frühe Trennung von der Familie oder Verlust eines Elternteils, ein Außenseitertum und in den überwiegenden Fällen Armut. Die Erscheinung konnten daher emotionalen Halt und Trost bedeuten. In den Schilderungen des 19. Jahrhunderts wird hervorgehoben, dass es sich bei den Sehern um Angehörige der ärmsten Schichten handelte. Dies trifft auf Mélanie Calvat und Maximin Giraud, die Seher von La Salette, sowie Bernadette Soubirous aus Lourdes zu.
Marienerscheinungen treten meist bei römisch-katholischen und orthodoxen Christen auf; in vereinzelten Fällen auch bei Nichtchristen, die sich gegebenenfalls aufgrund dieser Erscheinung bekehrten. Manche Erscheinungen werden ganzen Gruppen von Sehern zuteil.

## Wertung und Beurteilung

### Beurteilung seitens der römisch-katholischen Kirche
Berichte von Marienerscheinungen, auch solche, die von der Kirche als übernatürlich anerkannt sind, sind nicht Bestandteil der Lehre der katholischen Kirche. Jedem Katholiken bleibt deshalb freigestellt, an die Echtheit einer Marienerscheinung zu glauben oder nicht.
Für die kirchliche Stellungnahme hatten sich verschiedene Beurteilungsformeln etabliert:
- constat de supernaturalitate – Es steht fest, dass es sich um Übernatürliches handelt.
- non constat de supernaturalitate – Es steht nicht fest, ob es sich um Übernatürliches handelt oder
- constat de non supernaturalitate – Es steht fest, dass die Erscheinungen nicht übernatürlich sind.

#### Normen 1978
Gemäß den inzwischen überholten Normen von 1978 der damaligen Glaubenskongregation (Normen für das Verfahren zur Beurteilung mutmasslicher Erscheinungen und Offenbarungen) hatte die kirchliche Autorität (1) über die Wirklichkeit der Geschehnisse einer mutmaßlichen Erscheinung zu urteilen, (2) eventuell entsprechende Ausdrucksformen zu erlauben sowie (3) „ein Urteil über die Wahrheit und Übernatürlichkeit zu fällen, wo der Fall es erfordert“. Prüfung und Beurteilung wurden üblicherweise durch den Diözesanbischof vollzogen, konnten aber auch anderen Instanzen übertragen werden.
2023 richtete der Vatikan eine neue zentrale Beobachtungsstelle für Marienerscheinungen ein, deren Zuständigkeit bei der Internationalen Marianischen Päpstlichen Akademie liegt.

#### Normen 2024
Seit Mai 2024 wendet das Dikasterium für die Glaubenslehre die neuen Normen für das Verfahren zur Beurteilung mutmaßlicher übernatürlicher Phänomene an. Durch die neuen Normen wird die offizielle kirchliche Beurteilung dahin verändert, dass sie „nicht mit einer Erklärung de supernaturalitate, sondern mit einem Nihil obstat“ endet. Das Verfahren wird damit erheblich beschleunigt. Es endet mit einer der folgenden Beurteilungen:
- Nihil obstat (‚Es steht nichts entgegen‘) - „Auch wenn keine Gewissheit über die übernatürliche Echtheit des Phänomens geäußert wird, so werden doch viele Anzeichen für ein Wirken des Heiligen Geistes 'inmitten' einer bestimmten spirituellen Erfahrung erkannt, und es wurden, zumindest bis dato, keine besonders kritischen oder riskanten Aspekte festgestellt.“  Es wird dadurch nicht erklärt, dass diese Phänomene übernatürlichen Ursprungs sind.[12]
- Prae oculis habeatur (‚Es soll weiter beobachtet werden‘) - Neben den positiven Zeichen bestehen „auch einige Elemente der Verwirrung oder mögliche Risiken“.[12]
- Curatur (‚Es soll Sorge getragen werden‘) - Bei bereits weit verbreitetem Verehrung werden mehrere kritische Elemente festgestellt.
- Sub mandato (‚Unter der Aufsicht‘) - Aufgrund kritischer Elemente bei Personen aus dem Umfeld der mutmaßlichen Erscheinungen wird die konkrete Seelsorge unter die Aufsicht des Diözesanbischofs oder anderer Autoritäten gestellt.
- Prohibetur et obstruatur (‚Es soll verboten und unterbunden werden‘) - „Um weitere Verwirrung oder gar einen Skandal zu vermeiden, der den Glauben der Einfachen in Mitleidenschaft ziehen könnte, bittet das Dikasterium daher den Diözesanbischof, öffentlich zu erklären, dass das Festhalten an diesem Phänomen nicht zulässig ist“.[12]
- Declaratio de non supernaturalitate (‚Erklärung der fehlenden Übernatürlichkeit‘) - Das Phänomen wird als nicht übernatürlich betrachtet.

Durch die neuen Normen ist das Verfahren der Beurteilung beschleunigt worden, und bereits 2024 wurden etliche Urteile bekanntgegeben: Nicht zu beanstanden („nihil obstat“) sind die Erscheinungen im französischen Pellevoisin, die Botschaften, die an die italienische Seherin Pierina Gilli ergangen sind, oder die 1968 bezeugten Erscheinungen in Santa Domenica di Placanica in Kalabrien. Hingegen wurden angebliche Marienerscheinungen in Trivignano als „nicht übernatürlichen Charakters“ bewertet, wie auch das angebliche Amsterdamer Phänomen „Frau aller Völker“.

### Gesellschaftliche Bewertung
Marienerscheinungen werden von den einen als Wunder angesehen, von den anderen generell abgelehnt, entweder als unwichtig für die persönliche Glaubenserfahrung oder als Scharlatanerie oder als Okkultismus. Von Wissenschaftlern werden viele dieser Erscheinungen als Halluzination bewertet. Inzwischen verweisen jedoch in erster Linie Politik- und Sozialwissenschaftler immer wieder auf die spezifischen sozialen Funktionen von Marienerscheinungen im Kontext einer globalisierten Moderne. So sind diese zumeist Ursprung sozialer Bewegungen, die politischen und gesellschaftlichen Widerstand fundieren. In diesem Sinne weisen Erscheinungen stabilisierende Wirkungen auf emotionale Bindungskräfte innerhalb Gesellschaften auf.

## Orte von Marienerscheinungen

### Marienerscheinungen in der römisch-katholischen Kirche

#### Kirchliche Anerkennung
| Ort                                                                      | Jahre     | Seher                                                                                               | Anerkennung |
| ------------------------------------------------------------------------ | --------- | --------------------------------------------------------------------------------------------------- | --- |
| Akita (Japan), "Unsere Liebe Frau von Akita"                             | 1973      | Agnes Katsuko Sasagawa                                                                              | 22. April 1984 durch Bischof Johan Shojiro Ito |
| Beauraing (Belgien), "Jungfrau vom Goldenen Herzen"                      | 1932-1933 | Andree Degeimbre, Gilberte Degeimbre, Albert Voisin, Fernande Voisin, Gilberte Voisin               | 2. Juli 1949 durch Bischof André Marie Charue |
| Banneux (Belgien), "Jungfrau der Armen"                                  | 1933      | Mariette Beco                                                                                       | 22. August 1949 durch Bischof Louis-Joseph Kerkhofs |
| Campinas (Brasilien), "Unsere Liebe Frau von den Tränen"                 | 1930      | Amália de Jesus Flagelado                                                                           | 8. März 1931 durch Bischof Francisco de Campos Barreto |
| Champion (USA), "Unsere Liebe Frau von Champion"                         | 1859      | Adele Brise                                                                                         | 8. Dezember 2010 durch Bischof David Ricken |
| Cimbres (Brasilien), "Unsere Liebe Frau von der Gnade"                   | 1936–1937 | Maria da Luz Teixeira de Carvalho, Maria da Conceição Silva                                         | 13. Oktober 2021 durch Bischof José Luiz Ferreira Salles |
| Fátima (Portugal), "Unsere Liebe Frau von Fátima"                        | 1917      | Lúcia dos Santos, Jacinta Marto, Francisco Marto                                                    | 13. Oktober 1930 durch Bischof José Alves Correia da Silva. Festtag am 13. Mai |
| Finca Betania (Venezuela)                                                | 1984      | Maria Esperanza de Bianchini und 150 weitere Personen                                               | 1987 durch Bischof Pío Bello Ricardo |
| Gietrzwałd (Polen)                                                       | 1877      | Stanisława Samulowska, Justyna Szafryńska                                                           | 1. September 1977 durch Bischof Józef Drzazga |
| Guadalupe (Mexiko)                                                       | 1531      | Juan Diego Cuauhtlatoatzin, Juan Bernardino                                                         | 1555 durch Erzbischof Alonso de Montufar. Festtag am 12. Dezember |
| Kibeho (Ruanda)                                                          | 1981-1983 | Alphonsine Mumureke, Nathalie Mukamazimpaka, Marie Claire Mukangango                                | 29. Juni 2001 durch Bischof Augustin Misago |
| Knock (Irland)                                                           | 1879      | 15-köpfige Gruppe                                                                                   | 1879 durch Erzbischof John MacHale. Festtag am 17. August |
| La Salette (Frankreich)                                                  | 1846      | Mélanie Calvat, Maximin Giraud                                                                      | 9. September 1851 durch Bischof Philibert de Bruillard. Festtag am 19. September |
| Lezajsk (Polen)                                                          | 1578      | Thomas Michalek                                                                                     | 2. Juli 1724 durch Bischof Henryk Firlej |
| Lourdes (Frankreich)                                                     | 1858      | Bernadette Soubirous                                                                                | 18. Januar 1862 durch Bischof Bertrand-Sévère Laurence. Festtag am 11. Februar |
| Montichiari, Botschaften der Rosa Mystica (Italien)                      | 20. Jh.   | Pierina Gilli                                                                                       | Nach der positiven Beurteilung durch das Glaubensdikasterium (2024) steht das letzte Urteil des Diözesanbischofs noch aus. |
| Notre-Dame du Laus (Frankreich)                                          | 1664–1718 | Benoîte Rencurel                                                                                    | 4. Mai 2008 durch Bischof Jean-Michel di Falco |
| Pagani (Italien), "Unsere Liebe Frau von den Hennen"                     | 1609-1610 | 11 Personen                                                                                         | 1610 durch Bischof Lunadoro |
| Paris, Rue du Bac (Frankreich)                                           | 1830      | Catherine Labouré                                                                                   | 1836 durch den Erzbischof von Paris, Hyacinthe-Louis de Quélen. Festtag am 27. November |
| Pellevoisin (Frankreich)                                                 | 1876      | Estelle Faguette                                                                                    | nihil obstat 2024 |
| Philippsdorf (Tschechien)                                                | 1866      | Magdalene Kade                                                                                      | 1866, Anerkennung der Heilung durch Bischof Pavel Wahala |
| Pontmain (Frankreich)                                                    | 1871      | Eùgene Barbadette, Joseph Barbadette, Jeanne-Marie Lebossé, Françoise Richer                        | 2. Februar 1872 durch Bischof Casimir Wicart |
| Quito (Ecuador), "Unsere Liebe Frau vom Guten Gelingen"                  | 1594-1634 | Mariana de Jesus Torres                                                                             | 1611 durch Bischof Salvador Ribera Avalos |
| Rom (Italien), "Unsere Liebe Frau vom Zion"                              | 1842      | Alphonse Ratisbonne                                                                                 | Das Wunder der Bekehrung des jüdischen Ratisbonne durch die Erscheinung wird 1842 durch den Kardinalvikar Roms bestätigt. |
| San Francisco de Cuapa (Nicaragua), "Unsere Liebe Frau von Cuapa"        | 1980      | Bernardo Martinez                                                                                   | 1994 durch Bischof César Bosco Vivas Robelo |
| San Nicolás de los Arroyos (Argentinien)                                 | 1983–1991 | Gladys Quiroga de Motta                                                                             | 22. Mai 2016 durch Bischof Héctor Cardelli |
| Santa Domenica di Placanica (Italien), Unsere Liebe Frau "dello Scoglio" | 1968      | Cosimo Fragomeni                                                                                    | Nihil obstat des Bischofs, bestätigt durch das Glaubensdikasterium 2024 |
| Zeitoun (Ägypten)                                                        | 1968      | tausende Zeugen                                                                                     | 4. Mai 1968 durch den koptischen Patriarchen Kirellos VI., gebilligt von der katholischen Kirche |
| Königin des Friedens, Međugorje (Bosnien)                                | 1981      | Jakov Čolo, Ivan Dragičević, Mirjana Dragičević, Marija Pavlović, Ivanka Ivanković, Vicka Ivanković | Nihil obstat des Glaubensdikasteriums (19. September 2024) bezüglich der Marienverehrung; der übernatürliche Ursprung der Visionen steht nicht fest (non constat), die Botschaften gelten nicht als „Privatoffenbarungen“, sondern lediglich als „erbauliche Texte“. |

#### Öffentliche Verehrung gestattet
| Ort                                                                                                  | Jahre      | Seher                                                          |
| --- | ---------- | -------------------------------------------------------------- |
| Unsere Liebe Frau auf dem Pfeiler (spanisch Nuestra Señora del Pilar), Saragossa (Spanien)           | 40 n. Chr. | Jakobus der Ältere                                             |
| Unsere Liebe Frau von Le Puy (Frankreich)                                                            | 250        | die Konvertitin Vila                                           |
| Unsere Liebe Frau vom Schnee, Santa Maria Maggiore in Rom (Italien)                                  | 358        | der Patrizier Johannes und seine Frau, außerdem Papst Liberius |
| Jungfrau von Covadonga, Cangas de Onís (Spanien)                                                     | 722        | König Pelayo                                                   |
| Unsere Liebe Frau von Walsingham (England)                                                           | 1061       | Richeldis de Faverches                                         |
| Unsere Liebe Frau des Erbarmens (katalanisch: Nostra Senyora de la Mercé), Barcelona (Spanien)       | 1218       | Pierre Nolasque, Raimond von Penyafort, Jakob I. von Aragon    |
| Unsere Liebe Frau auf dem Berge Karmel, Aylesford (Vereinigtes Königreich)                           | 1251       | Simon Stock                                                    |
| Unsere Liebe Frau von der Wacht (italienisch: Nostra Signora della Guardia), Monte Figogna (Italien) | 1490       | Benedetto Pareto                                               |
| Unsere Liebe Frau von Šiluva (Litauen)                                                               | 1608-1612  | eine Gruppe von Nicht-Katholiken                               |
| Unsere Liebe Frau von La Vang, Hải Lăng (Vietnam)                                                    | 1798       | mehrere Dorfbewohner                                           |
| Unsere Liebe vom Gebet, L’Île-Bouchard (Frankreich)                                                  | 1947       | Jacqueline Aubry, Jeannette Aubry, Nicole Robin, Laura Croizon |
| Belpasso (Italien)                                                                                   | 1986       | Rosario Toscano                                                |

#### Keine Entscheidung über den Gehalt der Visionen
- Marienvisionen der seligen Anna Katharina Emmerick (Deutschland), 19. Jahrhundert. Die Seligsprechung betrifft die Heiligkeit der Person und nimmt keine Stellung zu Emmericks Visionen.
- Marienvisionen des heiligen Padre Pio

#### Entscheidung ausstehend
- Himmelstadt[27][28] (Deutschland), 1926-1935
- Heede (Deutschland), 1937
- Wigratzbad (Deutschland), 1938
- Heroldsbach (Deutschland), 1945
- Marienfried, Markt Pfaffenhofen an der Roth (Deutschland), 1946
- Soufanieh (Syrien), 1982
- Dechtice[29] (Slowakei), 1994
- Sievernich (Deutschland), seit 2000, Seherin: Manuela Strack

#### Übernatürlichkeit zweifelhaft oder ausdrücklich abgesprochen
- Niklashausen (Deutschland), 1476 (Verurteilung des Sehers Hans Böhm als Ketzer, jedoch ohne Urteil über seine Erscheinungen)
- Marpingen (Deutschland), 1876-1877 (negatives Theologenurteil und Teilwiderruf durch die Seherkinder)
- Walbach (Département Haut-Rhin) 1873
- Louplande (Frankreich) 1900
- Amsterdam (Niederlande), "Frau aller Völker", 1945 bis 1959 (als nicht übernatürlich betrachtet, constat de non supernaturalitate, 2024[30])
- Lipa City (Philippinen), "Maria, Mittlerin aller Gnaden", 1948 (nicht übernatürlichen Ursprungs, constat de non supernaturalitate, 2015[31])
- Rome City (Indiana, USA), "Unsere Liebe Frau von Amerika", 1956-1959 (Übernatürlichkeit nicht erwiesen, non constat de supernaturalitate)
- Garabandal (Spanien), 1961-1965 (Übernatürlichkeit nicht erwiesen, non constat de supernaturalitate[32])
- Marpingen (Deutschland), 1999 (Übernatürlichkeit nicht erwiesen, non constat de supernaturalitate[33])
- Bad St. Leonhard im Lavanttal (Österreich), seit 2009
- Trevignano (Italien), seit 2016 (als nicht übernatürlich betrachtet, constat de non supernaturalitate, 2024[34])

### Marienerscheinungen in der koptischen und den orthodoxen Kirchen

#### Orthodoxe Kirchen
Konstantinopel:
- Nach einer russischen Überlieferung hatte der slawische Asket Andreij, auch als „Narr in Gott“ bezeichnet, in der berühmten Blachernen-Kirche in Konstantinopel an einem 1. Oktober im 10. Jahrhundert während der Mitternachtsmesse eine Vision der Gottesmutter, die aus den Türen des Altarraumes hervortrat und unter Tränen lange betete. Auch der Diener Epiphanius will gesehen haben, wie sie schließlich ihr Schultertuch über das anwesende Volk ausbreitete. Der russische Fürst Andrej Bogoljubskij († 1174) übernahm die Legende, errichtete der Schutzmantelmadonna (Pokrov) eine eigene Kirche und machte den 1. Oktober in ganz Russland zu ihrem Festtag.

Russland:
- Kasan: Am 8. Juli 1579 soll die „Theotokos“ („Gottesgebärerin“, wie Maria in der Orthodoxie genannt wird) dem neunjährigen Mädchen Matrona in Kasan an der Wolga erschienen sein. Dem Bericht zufolge offenbarte sie ihr das Versteck einer vor den muslimischen Tataren verborgenen wundertätigen Ikone. Das als „Kasanskaja“ bekannte Gnadenbild wurde zum Symbol Russlands, ihr zu Ehren wurden in Moskau und Sankt Petersburg Kathedralen errichtet.

Ukraine:
- Potschajiw: Am 17. April 1198 erschien die „Theotokos“, der Gründungslegende des Basilianerklosters von Potschajiw zufolge, einer Gruppe von Mönchen, die vor der Invasion der Mongolen aus dem berühmten Höhlenkloster von Kiew (Petscherskaja Lavra) in die Höhlen nahe Ternopyl geflohen waren, „in einer Säule aus Feuer“. Dabei soll sie ihren Fußabdruck im Felsen hinterlassen haben. Wasser aus einer nahegelegenen Quelle werden seitdem Heilwirkungen zugeschrieben, ein Kloster an der Erscheinungsstätte wurde zum beliebten Wallfahrtsort.
- Hruschiw: Am 25. April 1987 soll Maria der 11-jährigen Marina Kisyn über dem Glockenturm der seit 40 Jahren geschlossenen Dorfkirche erschienen sein. Diese war vor mehr als 100 Jahren wegen einer wundertätigen Marienikone und einem Brunnen mit angeblich heilendem Wasser schon einmal ein Wallfahrtsort gewesen. Als sich die Erscheinungen an den folgenden Tagen wiederholten, kamen trotz aller Sabotagen des damaligen kommunistischen Regimes bis zu 40.000 Pilger. Fast alle wollen ebenfalls die Erscheinung in orangerotem und blauem Licht gesehen haben.

#### Echtheit bestätigt seitens der koptischen Kirche
Ägypten:

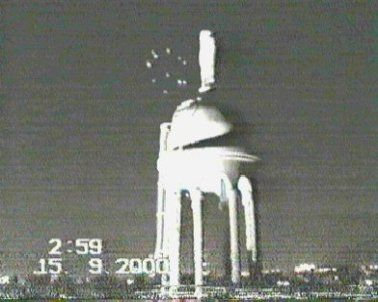
Marienerscheinung von Assiut, 2000

- Zeitoun: Am 2. April 1968 und Wochen danach kam es allabendlich zu Erscheinungen einer „Frau in weißem Licht“, die von hunderttausenden koptischen Christen und Moslems über der Kuppel der koptischen Marienkirche von Zeitoun beobachtet wurden. Zeitoun ist nach der Legende der Ort, wo die Jungfrau Maria bei ihrer Flucht nach Ägypten unter einem Bergahorn ausruhte. Viele Wunderheilungen und Bekehrungen wurden berichtet. Am 4. Mai 1968 erklärte der koptische Papst Kyrillos VI. die Erscheinungen für glaubwürdig, der katholische Patriarch Stephanus I. pflichtete ihm bei.[35][36]

- Assiut: Am 17. August 2000 begann eine Reihe von Marienerscheinungen über der Markuskirche. Zahlreiche Zeugen wollen mysteriöse Lichter, Tauben aus Licht oder die leuchtende Gestalt der Gottesmutter gesehen haben, auch Fotos und Videos liegen vor. Der koptische Patriarch Shenouda III. erkannte die Echtheit der Erscheinungen an und bezeichnete sie als „Zeichen des Trostes“ für die christliche Minderheit in Ägypten. Bischof Mina Hanna, Vorsitzender des Rates der Kirchen von Assiut, sagte: „Dies ist ein Segen sowohl für Muslime als auch für Christen. Es ist ein Segen für Ägypten.“[37]